# Travis Keisig
Travis Keisig  est un homme politique provincial canadien de la Saskatchewan. Il représente la circonscription de Last Mountain-Touchwood à titre de député du Parti saskatchewanais depuis 2020.